# Katainaka no Ossan, Kensei ni Naru – Tada no Inaka no Kenjutsu Shihan Datta noni, Taisei Shita Deshitachi ga Ore o Hōttekurenai Ken
Katainaka no Ossan, Kensei ni Naru – Tada no Inaka no Kenjutsu Shihan Datta noni, Taisei Shita Deshitachi ga Ore o Hōttekurenai Ken (jap. 片田舎のおっさん、剣聖になる ～ただの田舎の剣術師範だったのに、大成した弟子たちが俺を放ってくれない件～) ist ein japanischer Online-Roman von Shigeru Sagazaki, der seit 2020 erscheint. Die Fantasy-Reihe wurde in mehreren Medien adaptiert. Während der Manga auf Deutsch als Vom Landei zum Schwertheiligen – Ich bin nur ein alter Schwertmeister vom Land, aber meine Schülerinnen lassen mich nicht in Frieden erscheint, wurde der Anime international als From Old Country Bumpkin to Master Swordsman veröffentlicht.

## Inhalt
In einem kleinen, abgelegenen Dorf lebt der Schwertkampflehrer Beryl Gardinant. Früher wollte er ein großer Schwertmeister werden, doch nun Mitte Vierzig hat er sich mit einem ruhigen Leben abgefunden. Da erscheint ein früherer Schüler bei ihm und überbringt ihm die Nachricht, dass er zum Sonderausbilder des Liberion-Ordens ernannt wurde. Gemeinsam reisen sie in die Hauptstadt, wo weitere frühere Schüler warten: Eliteritter, ein begabter Magier und ein Abenteurer des höchsten Ranges. Beryl hat nicht den Eindruck, dass sie ausgerechnet seine Hilfe noch brauchen, sondern ihn längst überflügelt haben. So fällt es ihm besonders schwer, sich in seine neue, herausgehobene Rolle einzufinden. Doch gerade die unscheinbaren, vermeintlich rückständigen Techniken, die Beryl ihnen beigebracht hat, ermöglichten allen ihren großen Erfolg.

## Veröffentlichungen
Die von Shigeru Sagazaki geschriebene Romanreihe wurde zunächst ab November 2020 auf der Plattform Shōsetsuka ni Narō selbstverlegt. Im April 2021 startete eine Umsetzung als Light Novel mit Illustrationen von Tetsuhiro Nabeshima beim Verlag Square Enix. Von dieser Reihe erschienen bisher neun Bände. Eine Umsetzung als Manga geschah durch Kazuki Satō. Diese erscheint seit August 2021 im Magazin Dokodemo Young Champion bei Akita Shoten. Die Sammelausgabe erreichte bisher sieben Bände (Stand: März 2025). Die Bände von Light Novel und Manga erreichten in Japan eine Gesamtauflage von über 5,5 Millionen.
Dieser Manga erscheint seit April 2025 in deutscher Übersetzung bei Loewe Manga unter dem Titel Vom Landei zum Schwertheiligen – Ich bin nur ein alter Schwertmeister vom Land, aber meine Schülerinnen lassen mich nicht in Frieden in bisher drei Bänden (Stand August 2025). Übersetzer ist Martin Bachernegg. Yen Press bringt den Manga auf Englisch heraus, bei J-Novel Club erscheint eine englische Fassung der Light Novel.
Im November 2024 startete mit Katainaka no Ossan, Kensei ni Naru Gaiden: Hajimari no Mahō Kenshi ein erster Ableger zum Franchise als Manga im Onlinedienst Manga UP!. Die Serie wird von Megumu Soramichi geschrieben und gezeichnet und von Square Enix in bisher einem Sammelband herausgegeben. Im Februar 2025 begann im Magazin Young Gangan die Veröffentlichung eines zweiten Ablegers, nun von Sasami Hazama.

## Animeserie
Eine Adaption der Geschichte als Animeserie entstand unter der Regie von Akio Kazumi bei den Studios Hayabusa Film und Passione. Das Drehbuch schrieb Kunihiko Okada. Das Charakterdesign entwarf Satsuki Hayasaka und die künstlerische Leitung lag bei Nozomu Koga und Taiki Yamashita. Die Animationsarbeiten leitete Satsuki Hayasaka, für die Kameraführung waren Kenichi Ikeda und Kōji Hayashi verantwortlich und Tonregie führte Hisayoshi Hirasawa.
Der Anime wurde im August 2024 erstmals angekündigt. Die zwölf je 23 Minuten langen Folgen wurden vom 6. April bis zum 22. Juni 2025 von TV Asahi, AT-X und BS Asahi in Japan ausgestrahlt. Parallel dazu fand eine internationale Veröffentlichung per Streaming über Amazon Prime Video statt, unter anderem mit deutscher, englischer und französischer Synchronfassung. Am Ende der ersten Staffel wurde für 2026 eine zweite Staffel angekündigt.

### Synchronisation
| Rolle           | japanische Stimme (Seiyū) | deutsche Stimme      |
| --------------- | ------------------------- | -------------------- |
| Beryl Gardenant | Hiroaki Hirata            | Thomas Bischofberger |
| Henblitz Drout  | Kaito Ishikawa            | Arthur Häring        |
| Curuni Crueciel | Yūki Hirose               | Jessica Kollande     |
| Allucia Citrus  | Nao Tōyama                | Stella Kohen         |
| Surena Lysandra | Hitomi Ueda               | Vera Ziethen         |

### Musik
Die Musik der Serie wurde komponiert von Yasuharu Takanashi. Für den Vorspann verwendete man das Lied Heroes von Takanori Nishikawa und der Abspann ist unterlegt mit Alright!!! von Flow.